# How to Marry a Millionaire (trilha sonora)
How to Marry a Millionaire: Original Motion Picture Soundtrack é o álbum oficial da trilha sonora do filme de 1953, lançado pela 20th Century-Fox, How to Marry a Millionaire . A trilha foi composta e dirigida por Alfred Newman, com música incidental de Cyril Mockridge. O álbum foi lançado originalmente em CD pela Film Score Monthly em 15 de março de 2001, como uma edição limitada de 3.000 cópias, e posteriormente foi re-lançado em 4 de janeiro de 2005.

## Produção
O filme apresenta uma ouverture ao estilo de uma teatral extravaganza ao vivo. A Orquestra da 20th Century Fox está posicionada diante da câmera para executar "Street Scene", conduzida por Newman. Isso serve para destacar o novo sistema de som estereofônico magnético de 4 faixas e imagens em widescreen. A orquestra aparece em tomadas abertas e não há close de nenhum dos músicos, nem de Newman. Ao final de "Street Scene", Newman se vira para se curvar antes de seguir para a canção dos créditos de abertura. A orquestra reaparece brevemente na canção dos créditos finais, também um arranjo de "Street Scene".
Newman originalmente compôs "Street Scene" para a versão cinematográfica da peça de 1931 de Elmer arroz Street Scene, um retrato de Nova York (o que explica seu sabor distintamente Gershwinesco, a la Rhapsody in Blue), e a usou em vários filmes posteriores que se passam em Nova York (The Dark Corner, Kiss of Death , Cry of the City, I Wake Up Screaming, How to Marry a Millionaire). Grande parte do resto da trilha sonora de How to Marry a Millionaire consiste em conhecidas composições preexistentes, incluindo várias composições escritas por George Gershwin.
O arranjo do filme de "Street Scene" de Newman foi executada em 1973 pela Orquestra Filarmônica de Londres, conduzida por Charles Gerhardt, para o álbum Captain from Castille - Classic Film Scores of Alfred Newman, o qual era acompanhado por um encarte em que Page Cook conta a história da canção.

## Lançamento
A trilha sonora de How to Marry a Millionaire foi primeiro lançada em CD pela Film Score Monthly, como parte da série da Film Score Monthly chamada Golden Age Classics, em 15 de março de 2001, como uma edição limitada de 3.000 cópias, e posteriormente foi re-lançada em 4 de janeiro de 2005.
O álbum conta com direção musical de Alfred Newman e música incidental de Cyril Mockridge, e foi produzido pelo editor-chefe e produtor executivo da Film Score Monthly Lukas Kendall, juntamente com o  produtor/diretor Nick Redman.
O CD de How to Marry a Millionaire contém todas as músicas gravadas para o filme em estéreo, incluindo a música ambiente e as deixas não utilizadas. O encarte contém a lista completa dos compositores bem como dos orquestradores e arranjadores participantes.

## Lista de faixas
- Todas as canções compostas e conduzidas por Alfred Newman.

| N.º | Título                                                  | Duração |  |
| 1.  | "20th Century-Fox Fanfare"                              | 0:15    |  |
| 2.  | "Street Scene"                                          | 5:36    |  |
| 3.  | "New York"                                              | 2:26    |  |
| 4.  | "Brookman/Girls on the Roof"                            | 4:00    |  |
| 5.  | "Disappearing Furniture/Failing Plans"                  | 1:16    |  |
| 6.  | "The First Prospect"                                    | 2:47    |  |
| 7.  | "How About You"                                         | 2:27    |  |
| 8.  | "Hanley"                                                | 2:53    |  |
| 9.  | "I've Got a Feelin' You're Foolin'/Dream Sequence"      | 4:09    |  |
| 10. | "Lovely Lady/Sweet and Lovely"                          | 4:52    |  |
| 11. | "You'll Never Know/Empty Apartment"                     | 1:31    |  |
| 12. | "Hanley and Schatze"                                    | 4:28    |  |
| 13. | "Skiing/Eben's Land"                                    | 3:04    |  |
| 14. | "Denmark Returns"                                       | 1:27    |  |
| 15. | "Eben and Loco"                                         | 2:29    |  |
| 16. | "Brookman and Schatze"                                  | 2:38    |  |
| 17. | "Hanley Returns/I Know Why (and So Do You)/Loco's Beau" | 3:43    |  |
| 18. | "I'm Making Believe/Pola's Beau"                        | 2:31    |  |
| 19. | "Hanley's Good Deed"                                    | 4:57    |  |
| 20. | "End Title"                                             | 0:23    |  |

| Material Bônus |                              |         |  |
| N.º            | Título                       | Duração |  |
| 21.            | "Selling Grand Piano"        | 0:08    |  |
| 22.            | "Bachelorette Pad (damaged)" | 2:49    |  |
| 23.            | "Samba de Rio"               | 2:38    |  |
| 24.            | "Millionaire Dance"          | 2:43    |  |
| 25.            | "Bridal Chorus"              | 0:29    |  |
| 26.            | "George Washington Bridge"   | 0:05    |  |
| 27.            | "New York (instrumental)"    | 2:24    |  |
| Duração total: | Duração total:               | 69:08   |  |

## Créditos

### Equipe
- Condutor – Alfred Newman, Lionel Newman
- Gerente de Orquestra – Simon Waronker

### Instrumentos e músicos
| - Violino – Victor Arno, Sol Babitz, Israel Baker, Robert Barene, George Berres, Henry Camusi, Joachim Chassman, Dave Crocov, Adolph DiTullio, Peter Ellis, David Frisina, Benny Gill, Anatol Kaminsky, Murray Kellner, Eugene Lamas, Marvin Limonick, Paul Lowenkron, Marion McKinstry, Marshall Moss, Irma W. Neumann, Alex Pierce, Joseph Quadri, David Selmont, Paul C. Shure, Felix Slatkin - Viola – Edgardo A. Acosta, Myer Bello, Donald A. Cole, Joseph DiFiore, Alvin Dinkin, Louis Kievman, Alex Neiman, Robert Ostrowsky, Sven Reher - Violoncelo – Joseph Coppin, Joseph DiTullio, Armand Kaproff, Raphael "Ray" Kramer, Leonard Krupnick, Kurt Reher, Harold Schneier - Baixo – Abraham Luboff, Peter A. Mercurio, C. Magdelano Rivera, Meyer (Mike) Rubin, Alex Walden - Flauta – Luella Howard, Barbara Moore (Putnam), Sterling D. Smith - Oboé – Arnold Koblentz, William Kosinski, Gordon Pope | - Clarinete – Russell Cheever, Charles Gentry, Arthur Herfurt, Glen Johnston, Edward R. Miller, Abe Most, Ted Nash, Babe Russin, William A. Ulyate - Fagote – Don Christlieb, Arthur Fleming, Glen Johnston - Tuba – Alfred Brain, Wendell Hoss, Sinclair Lott, Alan I. Robinson, Harry Schmidt, Gene Claude Sherry - Trompete – Frank Beach, John Clyman, Jack R. Coleman, Conrad Gozzo, Manny Stevens - Trombone: Daniel D. Cerilly, Marlo Imes, Ray Klein, John Tranchitella, Lloyd E. Ulyate - Tuba – Clarence Karella - Piano – Urban Thielmann, Raymond Turner - Órgão – Chauncey Haines - Violão – Vito Mumolo - Harpa – Anne Stockton (Mason) - Bateria – Richard Cornell, Paul DeDroit, Edgar Forrest, Preston Lodwick, Cameron Maus, Harold L. "Hal" Rees |

Créditos adaptados do site oficial da gravadora.